# Државни универзитет Феира де Сантана
Државни универзитет Феира де Сантана (порт. Universidade Estudial de Feira de Santana, UEFS) је државни универзитет у граду Феира де Сантана, Бразил. До 1990-их, био је то једини Универзитет у том граду.